# 울진군의료원
울진군의료원(蔚珍郡醫療院, Uljin Medical Center)은 경상북도 울진군에 위치한 울진군청 산하의 공공병원이다. 경상북도 울진군 울진읍 현내향길 71에 위치하고 있다.

## 연혁
- 2003년 3월 12일 울진군의료원 개원

## 진료과목
내과, 외과, 정형외과, 소아청소년과, 산부인과, 이비인후과, 비뇨기과, 피부과, 안과, 영상의학과, 마취통증의학과(수술실), 응급의학과(응급실), 재활의학과, 건강검진과, 직업환경의학과